# Tataouine (gouvernement)
Tataouine (Arabisch: ولاية تطاوين) is een van de 24 gouvernementen van Tunesië. De hoofdstad is Tataouine. In 2014 had het gouvernement 149.453 inwoners. Het gouvernement is het grootste van Tunesië en zelfs iets groter dan geheel België.
Ariana · Béja · Ben Arous · Bizerte · Gabès · Gafsa · Jendouba · Kairouan · Kasserine · Kébili · Kef · Mahdia · Manouba · Médenine · Monastir · Nabeul · Sfax · Sidi Bouzid · Siliana · Sousse · Tataouine · Tozeur · Tunis · Zaghouan